# Glinnik (Podlachie)
Pour les articles homonymes, voir Glinnik.
Glinnik est un village de Pologne, situé dans la gmina de Brańsk, dans le Powiat de Bielsk Podlaski, dans la voïvodie de Podlachie.

## Zoologie
En 2005, la présence de la noctuelle de l'artichaut a été observée.

## Source
- (en) Cet article est partiellement ou en totalité issu de l’article de Wikipédia en anglais intitulé « Glinnik, Podlaskie Voivodeship » (voir la liste des auteurs).

## Référence
1. ↑  BURDY, J., DAWIDOWICZ, P., & MATUR, K. (2012). New records of rare migrant moths (Lepidoptera: Erbidae, Noctuidae, Neometridae, Crampidae) in Poland. Wiatomości Entomologiczne, 32(2), 59-73.